# Things in Between
Things in Between  ist ein Musikalbum von Judith Wegmann, Marlies Debacker, Lukas Briner und Nicolas Wolf. Die im Dezember 2019 in den Hardstudios Winterthur entstandenen Aufnahmen erschienen im Dezember 2021 auf ezz-thetics.

## Hintergrund
Nach einem Konzert als Duo in Köln beschlossen Judith Wegmann und Marlies Debacker, die gemeinsame Arbeit fortzusetzen, und erweiterten ihr seit 2017 aktives Duo um die Schlagzeuger Lukas Briner und Nicolas Wolf, und zwar durch die Bündelung der vielfältigen Inputs ihrer jeweiligen Formationen (Stil, Genre, Herangehensweise) in einen einheitlichen Diskurs, in dem die Symbiose, die Interaktion zwischen den beiden Pianisten die wichtigste treibende Kraft bleibt, notierte Alberto Bazzurro.
Auf dem Album wechseln sich Stücke für zwei Klaviere (mit Präfix 2) mit anderen mit der Hinzufügung von zwei Trommeln ab (Präfix 4) ab.

## Titelliste
- Judith Wegmann, Marlies Debacker, Lukas Briner, Nicolas Wolf: Things in Between (ezz-thetics 1039)[2]

1. 4 Art-1 07:00
2. 2 Art-1 10:32
3. 4 Art-2 04:13
4. 2 Art-2 17:08
5. 4 Art-3 07:57
6. 2 Art-3 08:40
7. 4 Art-4 05:20

Die Kompositionen stammen von Judith Wegmann, Marlies Debacker, Lukas Briner und Nicolas Wolf.

## Rezeption
Nach Ansicht von Alberto Bazzurro, der das Album in All About Jazz rezensierte, würde dieses einzigartige Quartett den Hörern ein Album von gewisser konzeptioneller und struktureller Tiefe präsentieren, sehr eisern, rigoros in seiner Entwicklung und in der Absicht, auch dem Erfindungsreichtum jedes einzelnen Mitglieds freien Lauf zu lassen (selbstverständlich vor allem der beiden Pianistinnen, die während der gesamten Stunde präsent sind, aber auch in den Episoden des Quartetts tendenziell vorherrschend sind). Dies erzeuge einen vitalisierenden Effekt und einen inspirierten Klangfluss, angesiedelt im Zuge der freien Improvisation, mit einer sehr europäischen Anmutung, unter Berücksichtigung dessen, was im letzten halben Jahrhundert der Erforschung des spezifischen Zweigs geschehen sei. Es sei hier gelungen, einem Album von großem Interesse Leben einzuhauchen, durchzogen von Klängen und Schnittpunkten, die mal dichter, sogar nervöser, mal nachdenklicher und entspannter sind.